# Doomsday for the Deceiver
Doomsday for the Deceiver è il primo album in studio del gruppo musicale statunitense Flotsam and Jetsam, pubblicato il 4 luglio 1986 per la Metal Blade Records.

## Descrizione
Si tratta dell'unico album realizzato con Jason Newsted, il quale nello stesso anno abbandonò il gruppo per entrare nei Metallica a causa della prematura morte del bassista Cliff Burton. La produzione è scarna e poco curata, principalmente a causa del basso budget a disposizione e dell'inesperienza del gruppo, in linea con quello che succedeva sistematicamente ai gruppi metal emergenti di quel periodo.
Il disco inoltre ricevette molti apprezzamenti sulla rivista musicale Kerrang!; il recensore gli assegnò infatti sei punti su un massimo di cinque, gesto che fece molta pubblicità all'esordiente gruppo e assicurò consensi.

## Tracce
1. Hammerhead – 6:15
2. Iron Tears – 3:52
3. Desecrator – 3:49
4. Fade to Black – 2:05
5. Doomsday for the Deceiver – 9:12
6. Metal Shock – 8:17
7. She Took an Axe – 5:15
8. U.L.S.W. – 4:22
9. Der Führer – 5:46
10. Flotzilla – 6:07 (Brano non presente nella versione in vinile)

Tracce bonus nella riedizione del 20º anniversario
- CD1 (Iron Tears Demo)

1. "Iron Tears" – 4:05
2. "I Live You Die" – 6:06

- CD2 (brani presenti nel demo del 1985 Metal Shock)

1. "Hammerhead" – 6:34
2. "The Evil Sheik" – 5:26
3. "I Live You Die" – 6:26
4. "The Beast Within" – 4:09

## Formazione
- Eric A.K. – voce
- Edward Carlson – chitarra, cori
- Jason Newsted – basso, cori
- Michael Gilbert – chitarra, cori
- Kelly David-Smith – batteria, cori